# KERO-TV
KERO-TV est une station de télévision américaine affilié au réseau ABC détenue par le groupe E. W. Scripps Company et située à Bakersfield en Californie sur le canal 23.

## Télévision numérique terrestre
| Canal virtuel | Image | Format | Programmation                             |
| ------------- | ----- | ------ | ----------------------------------------- |
| 23.1          | 720p  | 16:9   | Programmation principale KERO-TV / ABC HD |
| 23.2          | 480i  | 16:9   | Court TV (en)                             |
| 23.3          | 480i  | 16:9   | Me-TV                                     |
| 23.4          | 480i  | 16:9   | Grit (en)                                 |